# بلن روئدا
بلن روئدا (اسپانیایی: Belén Rueda‎؛ زادهٔ ۱۶ مارس ۱۹۶۵) بازیگر و مجری تلویزیون اهل اسپانیا است. وی از سال ۱۹۹۴ میلادی تاکنون مشغول فعالیت بوده‌است.
از فیلم‌ها یا برنامه‌های تلویزیونی که وی در آن نقش داشته‌است، می‌توان به خانواده بی‌نقص، مادران، عشق و زندگی، خانواده سرانو، سفارت، اسماعیل، طبقه هفتم، فیلم اسپانیایی، دریای درون و یتیم‌خانه اشاره کرد.